# São Pedro de Castelões
São Pedro de Castelões es una freguesia portuguesa del concelho de Vale de Cambra, con 21,48 km² de superficie y 7.625 habitantes (2001). Su densidad de población es de 355,0 hab/km².